# 塩見三省
塩見 三省（しおみ さんせい、1948年〈昭和23年〉1月12日 - ）は、日本の俳優。本名同じ。京都府綾部市出身。同志社大学卒業。身長177 cm、体重72 kg。

## 来歴・人物
1978年に演劇集団 円に入団。演劇『幕末純情伝』『熱海殺人事件』や1980年代はテレビドラマ、1990年代から映画にも活動の場を拡げ、『12人の優しい日本人』『Love Letter』に出演した。
『アウトレイジ ビヨンド』及び『アウトレイジ 最終章』での凄味のあるヤクザの若頭補佐から、『モリのアサガオ』の看守長に代表される人情味あふれる人格者まで、現在は名脇役として活躍している。2013年にはNHK連続テレビ小説『あまちゃん』に出演し「琥珀の勉さん」役を演じて注目を集めた。『アウトレイジ ビヨンド』に出演するまで映画では悪役をやったことがなかったが、同映画では監督の北野武ですら「エライ怖くて」と言わしめる演技を披露した。
2013年にテレビ朝日『徹子の部屋』に出演した際、お世話になった人物に岸田今日子を挙げ、俳優活動をする上で何かあった時に必ず声を掛けてくれたと感謝の言葉を述べている。
2014年3月に脳出血により倒れて、5カ月間入院。退院後も左手足などに後遺症が残り体重も10 kg減少したが、懸命なリハビリを経て、2016年2月放送のNHK総合テレビ『恋の三陸 列車コンで行こう!』で復帰した。自身のブログで、2014年3月ごろに体調を崩して入院、足に「不具合」が残ったもののリハビリを経て、2015年12月25日に「約2年ぶりにカメラの前に立ちました」と告白している。体調不良の理由は脳出血であったことを2016年2月26日放送のNHK総合テレビ『あさイチ』にゲスト出演した際に公表した。このリハビリの際、長嶋茂雄と一緒だったことを明かしている。2017年公開の映画『アウトレイジ 最終章』のジャパンプレミアにて4年ぶりに公の場に姿を見せた。2019年にリハビリ通院を終了し、2021年、闘病生活についてまとめた本『歌うように伝えたい』を出版。ゲスト出演したラジオでは、「病気により、俳優に、書くという表現手法がプラスされ、表現の幅が広がった」と話している。また、今後やりたいことを聞かれ、「俳優としては身障者である自分が、どうどうと撮影所に行き、（当たり前のように障害者が障害者を演じ、）バリアフリーな世界を作ることが自分の使命」と答えている。
2015年10月に演劇集団 円を退団。

## 出演

### テレビドラマ
- 薔薇海峡 （1978年、TBS）
- 特捜最前線（ANB）
  - 第107話「射殺魔・一千万の笑顔を砕け!」（1979年） - 東中野警察署栄町派出所の巡査
  - 第157話「ドレスメーカー女学院強盗事件!」（1980年）
  - 第196話「蜜甘とマグロと白い粉!」（1981年）
- 俺たちは天使だ! 第17話「運が悪けりゃ誘拐犯」（1979年、NTV / 東宝） - 中尾の子分
- 大空港 第63話「射殺命令」（1979年、CX） - 救急隊員
- 非情のライセンス 第3シリーズ 第14話「兇悪のマイホーム・連続身代わり殺人」（1980年、ANB） - 山谷
- 大捜査線 第11話「入社式」（1980年、CX）
- 噂の刑事トミーとマツ （TBS / 大映テレビ）
  - 第1シリーズ
    - 第13話「銭湯でタイホ! 刑事も裸、犯人も裸」（1980年） - 食堂のチンピラ
    - 第31話「トミマツまっ青、女の激突」（1980年）
    - 第53話「夜更けのダンスは死のタンゴ」（1980年） - 北川
    - 第65話「しばしお別れ、トミマツ大サービス」（1981年）

  - 第2シリーズ（1982年）
    - 第8話「漁港の決闘! 決ったトミーの鯨突き」
    - 第39話「進めトミマツ! 人間戦車だ!!」 - 津久見一義
- 新・江戸の旋風 第20話「地獄極楽夢のからくり」（1980年、CX） - 今西
- 江戸の朝焼け 第20話「文七誘拐」（1981年、CX）
- Gメン'75（TBS）
  - 第265話「死化粧の女」（1980年） - 大河内明
  - 第283話「オホーツク海の幽霊船」（1981年） - 荒牧洋太郎
  - 第302話「露天風呂に浮かんだ白い死体」（1981年） - 松波健
  - 第315話「独房の中の花嫁」（1981年） - 奥沢猛
- 続・ぬかるみの女（1981年、CX） - 暴力団構成員
- 闇を斬れ 第7話「女色男色乱れ僧」（1981年、KTV） - 佐吉
- 松本清張シリーズ・ザ・商社（1980年12月、NHK） - 経済紙記者
- 松本清張シリーズ・けものみち（1982年、NHK） - 新聞社デスク
- ザ・ハングマンシリーズ（ABC）
  - ザ・ハングマンII（1982年）
    - 第1話「処刑人復活 裏で吊して表にさらせ」 - 横田の部下
    - 第18話「さらわれた女子大生 救出トンビ作戦」 - 柴田の共犯

  - 新ハングマン 第15話 「通り魔に夫の出世を賭ける妻」（1983年） - 徳丸の助手
  - ザ・ハングマン4 第14話「疑惑の新妻殺人犯に自白させる!」（1984年） - 川口正夫（吉岡健）（元銀竜会組員）
  - ザ・ハングマンV 第6話「愛妻家ボクサーが保険金にKOされる!」（1986年） - 石井（高沢ジムのトレーナー）
  - ハングマンGOGO 第6話「悪徳刑事 あぶない物語!」（1987年） - 松崎刑事主任（城南署）
- 若き血に燃ゆる〜福沢諭吉と明治の群像（1984年、TX）
- 暴れ九庵 第24話「汚れはしたものの」（1985年、KTV） - 三次
- 太陽にほえろ!（1985年、NTV）
  - 第633話「ホスピタル」 - 北見研究所所員
  - 第644話「七曲署全員出動・狙われたコンピューター」 - 小熊稔
- ジャングル（1987年、NTV）
  - 第2話「バラバラ事件・その2」 - 大政会のチンピラ
  - 第35話「磯崎刑事殉職」 - 広川
- 大河ドラマ（NHK）
  - 独眼竜政宗（1987年） - 大内長門
  - 太平記（1991年） - 高師泰
  - 炎立つ（1993年） - 安倍良照 / 母礼※二役
  - 義経（2005年） - 覚日律師
  - 軍師官兵衛（2014年） - 母里小兵衛
  - いだてん〜東京オリムピック噺〜（2019年） - 犬養毅
- 連続テレビ小説（NHK）
  - はね駒（1986年） - 平岡
  - 甘辛しゃん（1997年） - 熊代茂吉
  - 純情きらり（2006年） - 浦辺仙吉
  - あまちゃん（2013年） - 小田勉
- 田原坂（1987年、NTV）
- ベイシティ刑事 第22話「時効 それぞれの10年」（1988年、ANB）
- 京大アメリカンフットボール部誕生秘話 君に涙は似合わない（1988年、ABC）
- お父さん（1990年、NTV）
- 世にも奇妙な物語 （CX）
  - 「コレクター」（1991年） - 連続猟奇殺人犯
  - 「管理人」（1996年） - 横山郁夫
- 経理課峯松係長の犯罪（1992年、CX）- 安本
- 俺たちルーキーコップ（1992年、TBS） - 中浜署警ら課係長・みそら
- 腕におぼえあり（1992年、NHK） - 堀部安兵衛
- 土曜ドラマ（NHK）
  - 私が愛したウルトラセブン（1993年） - 満田かずほ
  - スズキさんの休息と遍歴（1997年）
- ドラマ新銀河（NHK）
  - 帰ってきちゃった（1993年） - 宇野 役
- この世の果て（1994年、CX） - 大前喬
- 清水次郎長物語（1995年、CX） - 都鳥梅吉
- 御家人斬九郎（1995年 - 2002年、CX） - 南無八幡の佐次
- 古畑任三郎（1995年、CX） - 大前田　※エンドロールでのクレジット無し
- 沙粧妙子-最後の事件-（1995年、CX） - 向山辰也
- 愛していると言ってくれ（1995年、TBS） - 野田耕平
- 奇跡のロマンス（1996年、NTV） - クラブ「シャレード」の支配人
- コーチ（1996年、CX）
- 土曜ワイド劇場 “繭の密室”連続殺人事件（1998年、ANB） - 吉本孝三
- 魔女の条件（1999年、TBS）
- L×I×V×E（1999年、TBS） - 松原澄夫
- ストレートニュース（2000年、NTV） - 井上裕二カメラマン
- 永遠の仔（2000年、NTV） - 伊島宗介刑事
- 催眠（2000年、TBS） - 外山盛男
- レッツゴー!永田町（2001年、NTV） - 早瀬剛（野本の秘書）
- 火曜サスペンス劇場（NTV）
  - 松本清張スペシャル・内海の輪（2001年） - 橋本警部補
  - 幻の女（2003年） - 吉村警部補
- 蝉しぐれ（2003年、NHK） - 磯貝主計
- 老いてこそなお（2003年、NHK）山越智行
- 犬神家の一族（2004年、CX） - 橘署長
- 八つ墓村（2004年、CX） - 橘署長
- 瑠璃の島（2005年、NTV） - 宮園壮平
- クライマーズ・ハイ（2005年、NHK） - 追村忠士
- 輪舞曲（2006年、TBS） - 松平鉄平
- 弁護士のくず　第9話（2006年、TBS） - 鈴木克雄
- 嫌われ松子の一生（2006年、TBS） - 川尻恒造
- 女王蜂（2006年、CX） - 橘署長
- 救命病棟24時 第3シリーズ（2006年、CX） - 山室剛
- HERO特別編（2006年、CX） - 西山吾一
- NHKスペシャル 鬼太郎が見た玉砕〜水木しげるの戦争〜（2007年、NHK） - 本田軍曹
- 悪魔が来りて笛を吹く（2007年、CX） - 橘署長
- ホテリアー（2007年、EX） - 黒岩輝夫（料理長）
- パズル（2008年、EX） - 鎌田虎彦刑事
- 雪あかりの街（2008年、NHK） - 内田敬悟
- 本当と嘘とテキーラ（2008年、TX） - 安藤教頭
- 幸福のスープはいかが?（2009年、NHK） - 田尾哲也の父
- 白洲次郎（2009年、NHK）- ミヨシ
- 風に舞い上がるビニールシート（2009年、NHK） - 工藤陽市
- シリーズ激動の昭和 「最後の赤紙配達人〜悲劇の召集令状64年目の真実〜」（2009年8月10日、TBS） - 寺田利兵衛
- ありふれた奇跡（2009年、CX） - 権藤警察官
- 稲垣吾郎の金田一耕助 悪魔の手毬唄（2009年、CX） - 橘署長
- BOSS（2009年、CX） - 小野田忠
- 万葉ラブストーリー冬 第1話「世界でいちばん長い道」（2010年3月19日、NHK奈良） - 秋津正義
- 時々おとなも迷々（2010年、NHK） - 井坂誠
- Mother 第10話「ひと目会いたい」（2010年6月16日、NTV）
- 旅する夫婦（2010年、CBC） - 浜田陽一
- 鬼平犯科帳スペシャル 高萩の捨五郎 （2010年、CX）- 高萩の捨五郎
- モリのアサガオ（2010年、TX） - 若林（看守長）
- NHK正月時代劇 隠密秘帖（2011年1月1日、NHK） - 石巻平十郎
- ドラマW ビート（2011年2月13日、WOWOW） - 天童隆一
- ブルドクター（2011年、NTV） - 水島修二
- スクール!!（2011年、CX） - 脇谷九十郎副校長
- 水曜ミステリー9 松本清張特別企画・張込み（2011年、TX） - 横川仙太郎
- 最高の人生の終り方〜エンディングプランナー〜（2012年、TBS） - 木野原義男
- 猫弁〜死体の身代金〜（2012年4月23日、TBS） - 類田壮介
- トッカン 特別国税徴収官（2012年、NTV） - 鈴宮益二郎
- パンとスープとネコ日和（2013年、WOWOW） - スダ
- 木曜時代劇 銀二貫（2014年、NHK） - 善次郎
- 私という運命について（2014年、WOWOW） - 冬木四郎
- 恋の三陸 列車コンで行こう!（2016年2月27日 - 3月12日、NHK） - 支倉健一
- 氷の轍（2016年11月5日、ABC） - 大門史郎
- コウノドリ（2017年、TBS） - 四宮晃志郎
- この世界の片隅に（2018年、TBS） ‐ 堂本安次郎
- 天使にリクエストを〜人生最後の願い〜（2020年、NHK総合・NHK BS4K） - 武村正介
- ハルカの光（2021年、NHK Eテレ） - 古山荘

### 映画
- 12人の優しい日本人（1991年、アルゴプロジェクト） - 陪審員1号 役
- ぼくらの七日間戦争2（1991年、松竹） - 佐々木
- シーズン・オフ（1992年、ジャパンホームビデオ） - 藤村武雄 役
- パ★テ★オ PATIO（1992年、松竹） - 谷博之 役
- 私を抱いてそしてキスして（1992年、東映）
- 眠らない街 新宿鮫（1993年、東映） - 西尾
- 釣りバカ日誌6（1993年、松竹） - 釜石市職員
- 今日から俺は!!（1994年、東映） - 小林先生 役
- 平成無責任一家 東京デラックス（1995年、東宝） - 竹上茂一 役
- 大夜逃 夜逃げ屋本舗3（1995年、東宝） - 金杉茂一 役
- Love Letter（1995年、日本ヘラルド映画） - 梶親父 役
- マークスの山（1995年、松竹） - 吉原係長 役
- 陽炎2（1996年、松竹） - 倉島
- 岸和田少年愚連隊（1996年、松竹富士） - 中学の体育教師・赤井 役
- スワロウテイル（1996年、日本ヘラルド映画） - 須藤寛治 役
- サラリーマン専科 単身赴任（1996年、松竹） - 大熊支社長 役
- OPEN HOUSE（1997年、松竹）
- 四月物語（1998年、ロックウェルアイズ） - 庄司
- シェイディー・グローヴ（1999年、ビターズ・エンド） - 古頭
- MONDAY（2000年、シネカノン） - 大島大介 役
- EUREKA（2001年、サンセントシネマワークス） - 沢井義之 役
- GO（2001年、東映） - 金先生 役
- 冷静と情熱のあいだ（2001年、東宝） - 弁護士
- 光の雨（2001年、シネカノン） - 大山賢一 役
- おぎゃあ。（2002年、ジーピー・ミュージアム、アースドリームカンパニー） - 池宮城武男 役
- DRIVE（2002年、日本ヘラルド映画）
- 水の女（2002年、日活） - 仲代
- 壬生義士伝（2003年、松竹） - 近藤勇 役
- さよなら、クロ（2003年、シネカノン） - 草間岳敏 役
- ゲロッパ!（2003年、シネカノン） - 緒方
- 17才 〜旅立ちのふたり〜（2003年、東映） - 尾崎寛二 役
- 幸福の鐘（2003年、東北新社） - 佐久間清 役
- アイデン&ティティ（2003年、東北新社） - 中島の父 役
- ハードラックヒーロー（2003年、ジャニーズ事務所/エイベックス・エンタテインメント）
- 東京原発（2004年、ザナドゥー） - 中村
- 天国の本屋〜恋火（2004年、松竹） - 西山
- 恋愛小説（2004年、WOWOW） - 久保裕也 役
- 血と骨（2004年、松竹、ザナドゥー） - 大山
- ニワトリはハダシだ（2004年、ザナドゥー） - 丹波二郎 役
- 樹の海（2005年、ビターズ・エンド） - 三枝清 役
- フライ,ダディ,フライ（2005年、東映） - 平沢章吾 役
- 鳶がクルリと（2005年、東映） - 石坂勇介 役
- 三年身籠る（2006年） - 海くん 役
- 龍が如く 劇場版（2007年、東映） - 風間新太郎 役
- バッテリー（2007年、東宝） - 阿藤監督 役
- 東京タワー 〜オカンとボクと、時々、オトン〜（2007年） - 葬儀屋
- スキヤキ・ウエスタン ジャンゴ（2007年、ソニー・ピクチャーズ エンタテインメント） - 伝七 役
- ワルボロ（2007年） - コーちゃんの父 役
- 包帯クラブ（2007年） - 先生
- クローズZERO（2007年、東宝） - 黒岩義信 役
- 歓喜の歌（2008年、シネカノン）
- 神様のパズル（2008年、東映）
- 闇の子供たち（2008年、ゴーシネマ）
- コドモのコドモ（2008年、ビターズ・エンド） - 高松教頭 役
- イキガミ（2008年、東宝）
- 東南角部屋二階の女（2008年、トランスフォーマー＝ユーロスペース） - 石山清六 役
- 旭山動物園物語　ペンギンが空をとぶ（2009年、角川映画） - 砥部源太 役
- ラッシュライフ（2009年、東京藝術大学） - 河原崎の父 役
- 色即ぜねれいしょん（2009年、スタイルジャム） - 法然高校 教師
- BOX 袴田事件 命とは（2010年、スローラーナー） - 土肥弁護士 役
- FLOWERS -フラワーズ-（2010年、東宝） - 片山寅雄 役
- 悪人（2010年、東宝） - 佐野刑事 役
- おにいちゃんのハナビ（2010年、ゴー・シネマ） - 久保工場長 役
- スープ・オペラ（2010年、プレノンアッシュ） - 図書館長
- メモリーズ・コーナー（2011年、日仏合作）
- 青い青い空（2011年、キットクルー） - 浜田先生 役
- 星守る犬（2011年、東宝） - 西谷課長 役
- ファの豆腐（2011年、テレビマンユニオン） - 朝子の父 役
- 宇宙兄弟（2012年、東宝） - 福田直人 役
- BUNGO-ささやかな欲望-（2012年）
- アウトレイジ ビヨンド（2012年、ワーナー） - 中田勝久 役
- 北のカナリアたち（2012年）- 図書館員
- 真夏の方程式（2013年、東宝） - 塚原正次 役
- 陽だまりの彼女（2013年、東宝/アスミック・エース） - 渡来幸三 役
- アウトレイジ 最終章（2017年、ワーナー） - 中田勝久 役
- 駅までの道をおしえて（2019年、キュー・テック） - サヤカの祖父 役
- 初恋（2019年、東映） - 組長代行[9][10]
- 罪の声（2020年10月30日、東宝） - ニシダ
- 劇映画 孤独のグルメ（2025年1月10日、東宝） - 松尾一郎 役[11]
- 平場の月（2025年11月14日公開予定、東宝） - 児玉太一 役[12]

### Vシネマ
- 野獣駆けろ（1990年）
- 狙撃3 THE SHOOTIST（1991年）

### 舞台
- おばけリンゴ（1982年、演劇集団円）
- 千年の夏（1987年、演劇集団円）
- 今日子（1989年、演劇集団円）
- 塩見三省スペシャル・熱海殺人事件（1990年、つかこうへい事務所）
- ブラインドタッチ（2002年、演劇集団円）

### CM
- NTTドコモ ファミリー編
- 三共リゲイン
- BSJAPAN 日経新聞
- 白鶴酒造 白鶴
- 大日本住友製薬
- 日清オイリオ お中元編
- 旭化成 ヘーベルハウス
- 大和ハウス工業「湘南にも」篇 ※役所広司・尾美としのり・古田新太と共演[13]。

## 著作
- 『歌うように伝えたい 人生を中断した私の再生と希望』

角川春樹事務所、2021年／改訂：ちくま文庫、2025年（川本三郎解説）
- 『あの日々たちよ～詩劇としての』（ラジオドラマ脚本） - 2022年6月11日、FMシアター（NHK-FM）にて放送、主演・西田敏行[14][15]

## 受賞
- 第15回日本映画批評家大賞 助演男優賞（『樹の海』）[16]
- 第22回東京スポーツ映画大賞 男優賞（『アウトレイジ ビヨンド』）
- 第39回ヨコハマ映画祭 助演男優賞（『アウトレイジ 最終章』）
- 第27回東京スポーツ映画大賞 主演男優賞（『アウトレイジ 最終章』）